# 荒川 (栃木県)
荒川（あらかわ）は、栃木県北東部を流れる那珂川水系の一級河川である。上流部は日光国立公園、那珂川合流部は那珂川県立自然公園の指定地域内にあり、流域には豊かな自然が残されている。

## 概要

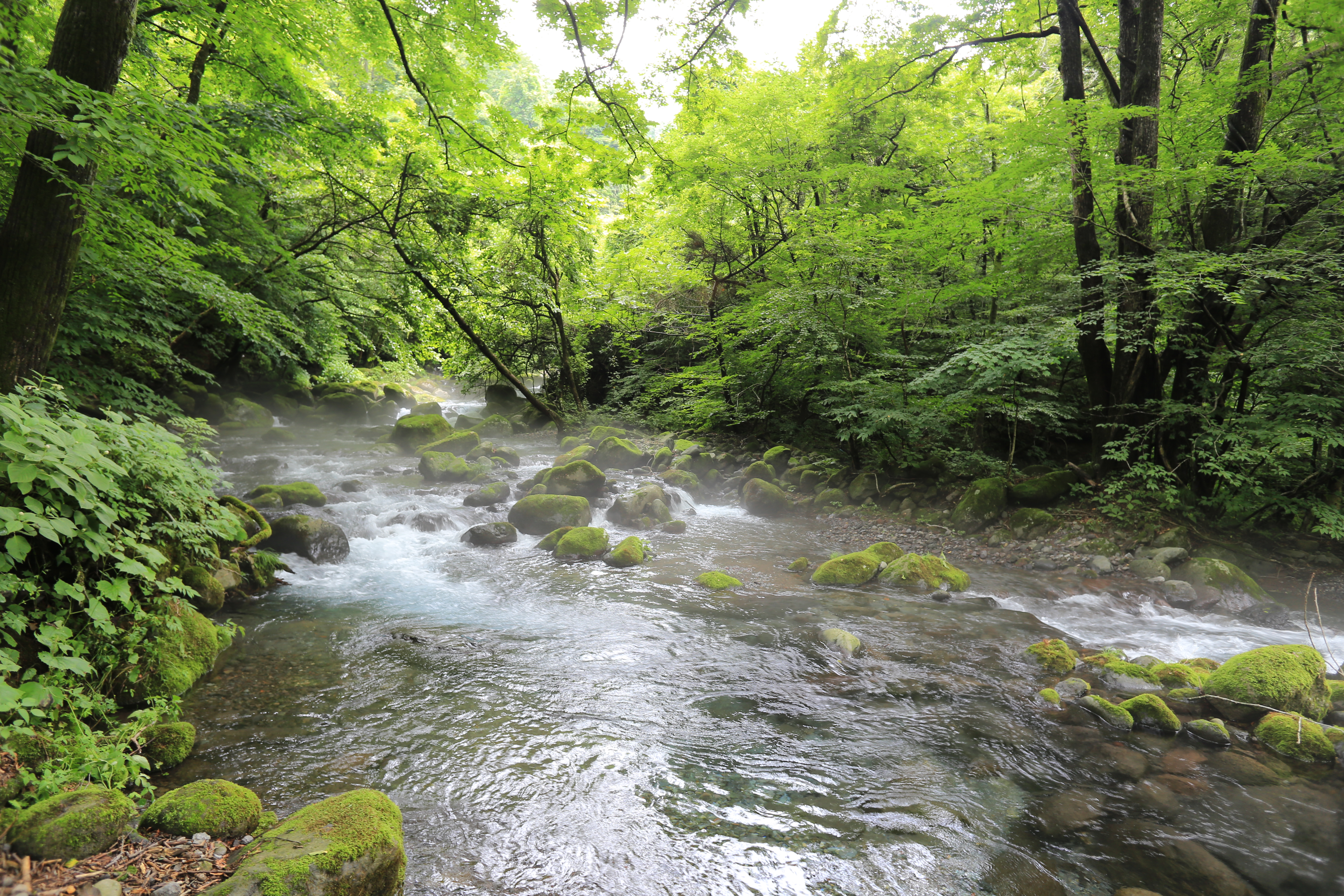
名水百選・尚仁沢湧水

荒川は、栃木県塩谷郡塩谷町大字上寺島の高原山系釈迦ヶ岳に源を発し南東へ流れる。矢板市の南端を東に流れ、さくら市喜連川および葛城の境界部で八方ヶ原に源を発する内川を合わせ、那須烏山市では大きく左右に蛇行しながら南東に流れ、芳賀郡市貝町の北東辺を翳めて那須烏山市向田にて江川を合わせると、次いで同所および下境の境界部にて那珂川に合流する。
喜連川の名は荒川を指しているという説がある。
高原山釈迦ヶ岳南麓の矢板市と塩谷郡塩谷町の境界には、荒川の一支流である尚仁沢があり、全国名水百選に選ばれた尚仁沢湧水がある。尚仁沢は尚仁沢自然環境保全地域に指定されブナやミズナラの天然林が保全されており、カモシカやオコジョ、ハコネサンショウウオやモリアオガエルなどの貴重な生物が生息している。また、源流のひとつである東荒川流域の標高600 - 1,795メートルの492ヘクタールは昭和27年に水源かん養保安林、また平成4年に自然環境保全地域に指定され、平成7年7月には高原山水源の森として林野庁の「水源の森百選」に選定されている。その他にも昭和61年には源流部に位置する栃木県民の森が森林浴の森100選に選定され、キャンプ場、展示館、少年自然の家、ハイキングコースなどの関連施設が整備されている。同地域の標高1,000 - 1,200メートル付近は林野庁の八方山自然休養林にも指定されており、荒川上流域は自然の宝庫である。

## 治水

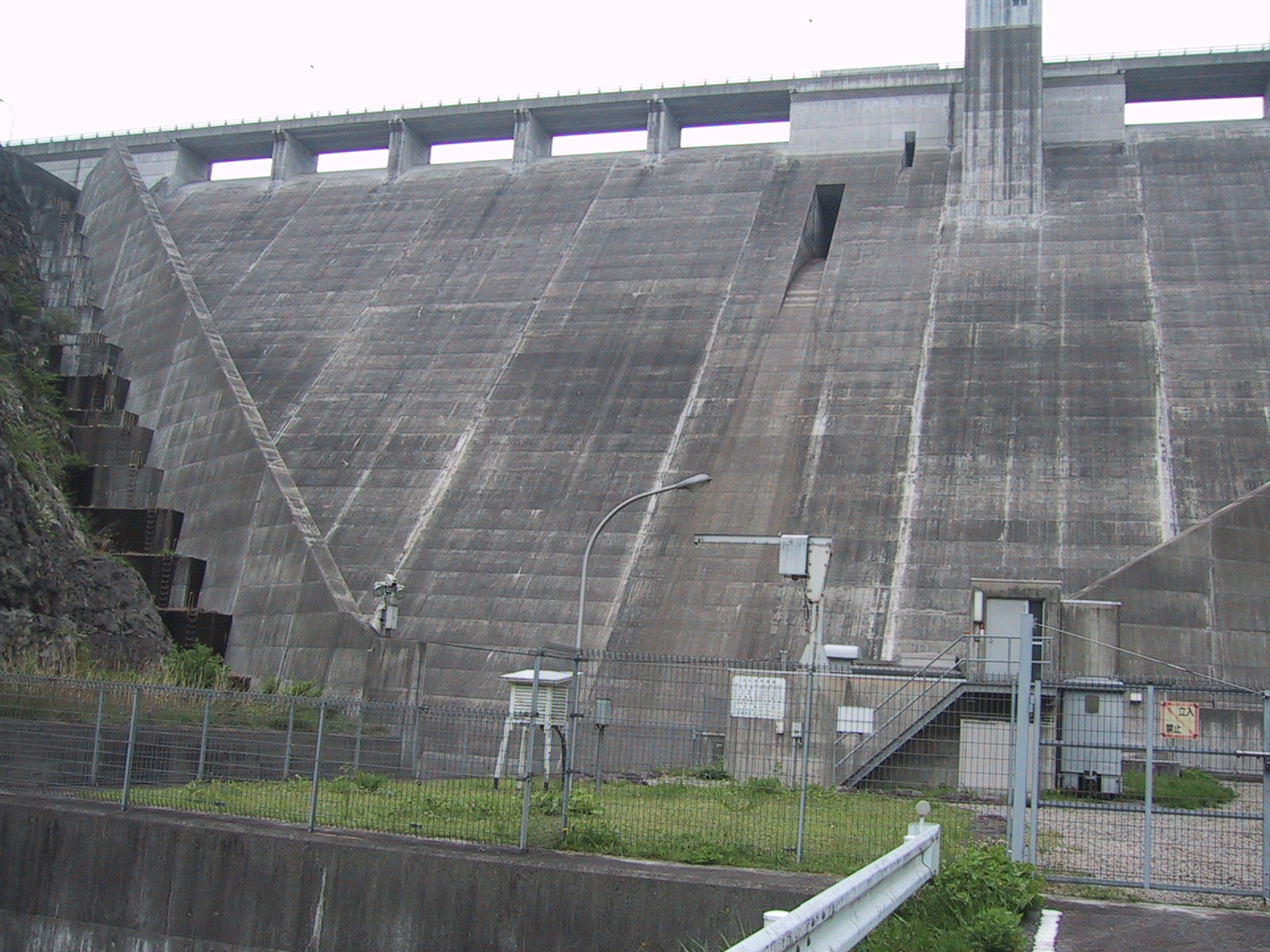
東荒川ダム

荒川流域は、1938年（昭和13年）9月の台風、1947年（昭和22年）9月のカスリーン台風、1948年（昭和23年）9月のアイオン台風、1949年（昭和24年）9月のキティ台風などにより水害が生じている。近年では、1986年（昭和61年）8月の台風10号による大雨において、荒川橋観測所、連城橋観測所、落合橋観測所の3観測所で警戒水位を超え、荒川支流江川では洪水となりさくら市の農地など約830ヘクタールが水に浸かった。また、平成10年8月の集中豪雨では荒川橋観測所、連城橋観測所、落合橋観測所の3観測所で警戒水位を超え、喜連川町（現さくら市）の2.6ヘクタールが冠水した。さらに平成14年7月の台風6号においても荒川橋観測所、連城橋観測所、落合橋観測所の3観測所で警戒水位を超えている。さらに、令和元年10月の台風19号による大雨で氾濫した。
国の那珂川工事実施基本計画では、荒川の計画高水流量は毎秒1,500立方メートルで設計されており、これを上回る水量への対策として、荒川上流には昭和43年度に西荒川ダム（東古屋湖）、平成2年度に東荒川ダムを建設している。
荒川河床の整備工事としては、昭和47年度の工事着手以降、新荒川橋より上流部の谷川合流部までの区間の河川改修工事がほぼ完了、また中下流部の改修工事は昭和63年度以降着手されている。

## 流域の自治体
栃木県
塩谷郡塩谷町、矢板市、さくら市、那須烏山市、芳賀郡市貝町

## 高原山水源の森
高原山西南麓周辺に広がる森林で、高原山水源の森として水源の森百選に指定されている。
| 山岳   | 面積(ha) | 標高(m)    | 人工林(%) | 天然林(%) | 主な樹種                     | 制限林                             | 種類                           |
| ------ | -------- | ---------- | --------- | --------- | ---------------------------- | ---------------------------------- | ------------------------------ |
| 高原山 | 492      | 600〜1,795 | 70        | 30        | スギ・ヒノキ・ミズナラ・ブナ | 水源かん養保安林、自然環境保全地域 | 湧水源、ダム貯水（東荒川ダム） |

尚仁沢湧水の水源林でもあり、計画的な森林管理を行い、自然豊かな森となっていて、周辺のキャンプ場や県民の森での野外活動や森林浴で賑わっている。 　 　 　
- 所在地：栃木県塩谷郡塩谷町大字上寺島字荻の目境1614（データは指定年1995年（平成7年）7月）

## 支流
- 西荒川
- 内川
  - 宮川
  - 中川
    - 金精川
- 江川

## 河川施設
- 東荒川ダム（荒川）
- 西荒川ダム（西荒川）
- 寺山ダム（宮川）
- 塩田ダム（簗目川）